# 2006年网球大师杯赛
2006年网球大师杯赛于2006年11月12日至11月19日在中国上海旗忠森林体育城网球中心举行。

## 参赛选手

### 单打
本次比赛参赛选手根据2006年11月6日的ATP世界排名确定。
| #  | 排名* | 姓名            | 国籍     |
| -- | ----- | --------------- | -------- |
| 1. | 1     | 罗杰·费德勒     | 瑞士     |
| 2. | 2     | 拉法埃尔·纳达尔 | 西班牙   |
| 3. | 3     | 尼古莱·达维登科 | 俄罗斯   |
| 4. | 4     | 伊万·柳比西奇   | 克罗地亚 |
| 5. | 5     | 安迪·罗迪克     | 美国     |
| 6. | 6     | 托米·罗布雷多   | 西班牙   |
| 7. | 7     | 大卫·纳尔班迪安 | 阿根廷   |
| 8. | 8     | 詹姆斯·布莱克   | 美国     |

### 双打
本次比赛参赛选手根据2006年11月6日的ATP世界排名确定。
| #  | 排名* | 姓名                              | 国籍              |
| -- | ----- | --------------------------------- | ----------------- |
| 1. | 1     | 鮑勃·布賴恩 & 邁克·布賴恩         | 美国 美国         |
| 2. | 2     | 乔纳斯·比约克曼 & 馬克斯·米爾內   | 瑞典 白俄罗斯     |
| 3. | 3     | 马克·诺尔斯 & 丹尼尔·内斯特       | 巴哈马 加拿大     |
| 4. | 4     | 保羅·亨利 & 凯文·乌里耶特         | 澳大利亚 津巴布韦 |
| 5. | 5     | 法布里斯·桑托羅 & 內納德·齊莫尼奇 | 法国 塞尔维亚     |
| 6. | 6     | 马丁·达姆 & 利安德·帕斯           | 捷克 印度         |
| 7. | 7     | 喬納森·埃利希 & 安迪·拉姆         | 以色列 以色列     |
| 8. | 8     | 馬利尤斯·費騰柏格 & 馬辛·麥考斯基 | 波兰 波兰         |

## 冠軍得主

### 單打
羅傑·費德勒 擊敗  詹姆斯·布萊克（6–0、6–3、6–4）
- 這是費德勒今年第12座單打冠軍，也是他生涯第45座單打冠軍，同時是他第3座年終賽冠軍。

### 雙打
約納斯·比約克曼 /  馬克斯·米爾內 擊敗  馬克·諾爾斯 /  丹尼爾·內斯特（ 6–2、6–4）

## 外部連結
- 官方網址（页面存档备份，存于）
- 單打籤表
- 雙打籤表[]